# 川原湯温泉駅
川原湯温泉駅（かわらゆおんせんえき）は、群馬県吾妻郡長野原町大字川原湯にある東日本旅客鉄道（JR東日本）吾妻線の駅である。

## 概要
長野原町の東部に位置する川原湯温泉の最寄り駅である。八ッ場ダム建設に伴い、旧駅を含む川原湯地区・川原畑地区等の一帯がダム水没地域に含まれるため、線路付替え及び駅移設が行われ、2014年10月に旧駅から南西へ約1.5 km離れた、約70 m程高い現在地へ移転した。
八ッ場ダム建設に伴う駅移設の際、国土交通省が1995年に新駅用地の一部を地権者の男性から取得したが、その際、代替地を提供していなかったことが、2014年9月に毎日新聞報道により判明。新駅用地はこうした状態のままでJR東日本に譲渡されており、2014年現在も、新駅の固定資産税は地権者の男性が支払い続けていると言う、異常な状況のままでの新駅開設となった。

## 歴史
- 1946年（昭和21年）4月20日：運輸省の川原湯駅（かわらゆえき）として開設[1][9]。
- 1961年（昭和36年）9月1日：貨物取扱廃止[9]。
- 1971年（昭和46年）2月1日：業務委託駅化[10]。
- 1984年（昭和59年）2月1日：荷物扱い廃止[9]。
- 1985年（昭和60年）3月14日：無人駅化[11]。
- 1987年（昭和62年）4月1日：国鉄分割民営化に伴い、JR東日本の駅となる[1][9]。
- 1991年（平成3年）12月1日：川原湯温泉駅（かわらゆおんせんえき）に改称[1][3]。
- 2014年（平成26年）
  - 9月24日：旧駅舎での営業終了[12][6]。
  - 10月1日：駅移転、新駅舎で営業を再開[12][5]。東京近郊区間に編入される[13]。
- 2017年（平成29年）3月4日：特急「草津」号停車駅から除外され、定期ダイヤでは普通列車のみ停車となる[14]。
- 2021年（令和3年）4月1日：乗車券委託販売（簡易委託）受託解除[2]、終日無人駅化[2]。

## 駅構造
島式ホーム1面2線を有する地上駅。橋上駅舎を備える。駅舎とホームとの間には階段の他エレベーターが設置されている。
長野原草津口駅管理の無人駅。
八ッ場大橋付近に存在した旧駅は相対式ホーム2面2線を有する地上駅で、両ホームは跨線橋で連絡していた。また、吾妻線内で残っていた唯一の木造駅舎であった。駅移転後に旧駅舎は解体され、現在は八ッ場あがつま湖の湖底となっている。
2014年の駅移転の際、八ッ場ダムが完成する2020年までに、駅舎西隣に旧駅舎を復元した地域振興施設を整備する計画が浮上していた。

### のりば
| 番線 | 路線    | 方向 | 行先                   |
| ---- | ------- | ---- | ---------------------- |
| 1    | ■吾妻線 | 下り | 万座・鹿沢口・大前方面 |
| 2    | ■吾妻線 | 上り | 渋川・高崎・上野方面   |

（出典：JR東日本:駅構内図）
現駅

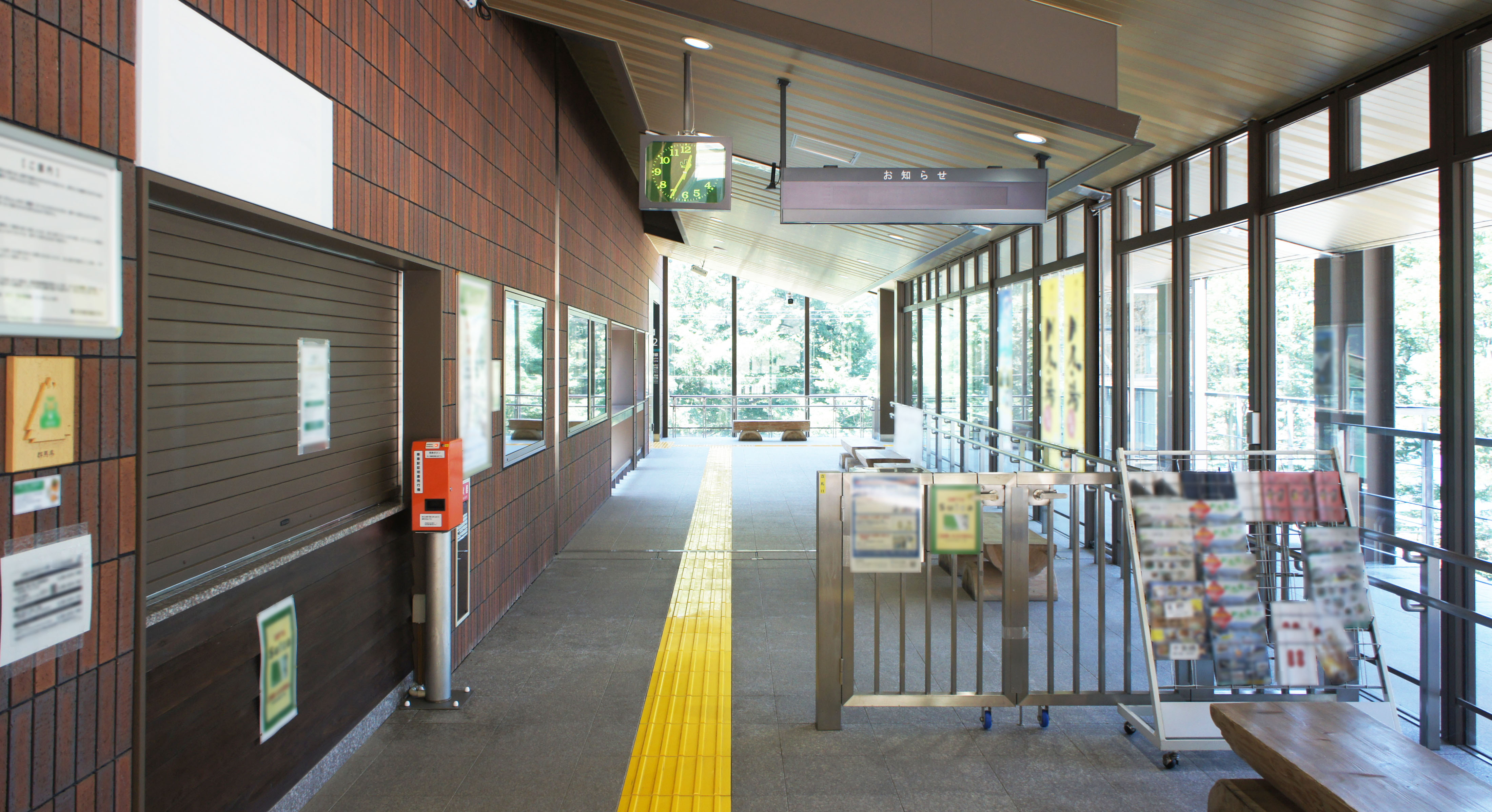
改札口（2021年7月）
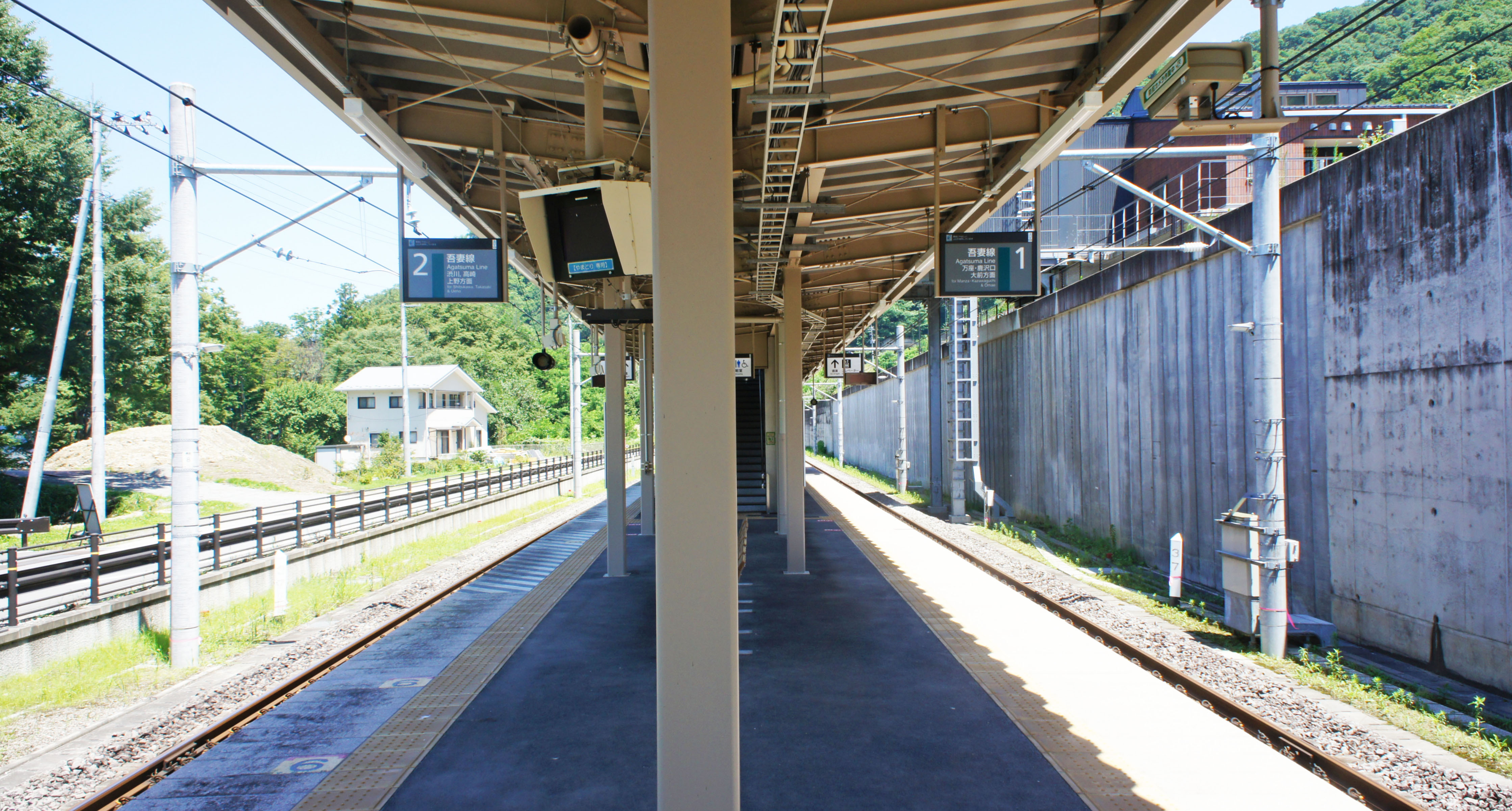
ホーム（2021年7月）

旧駅（旧ルート上）

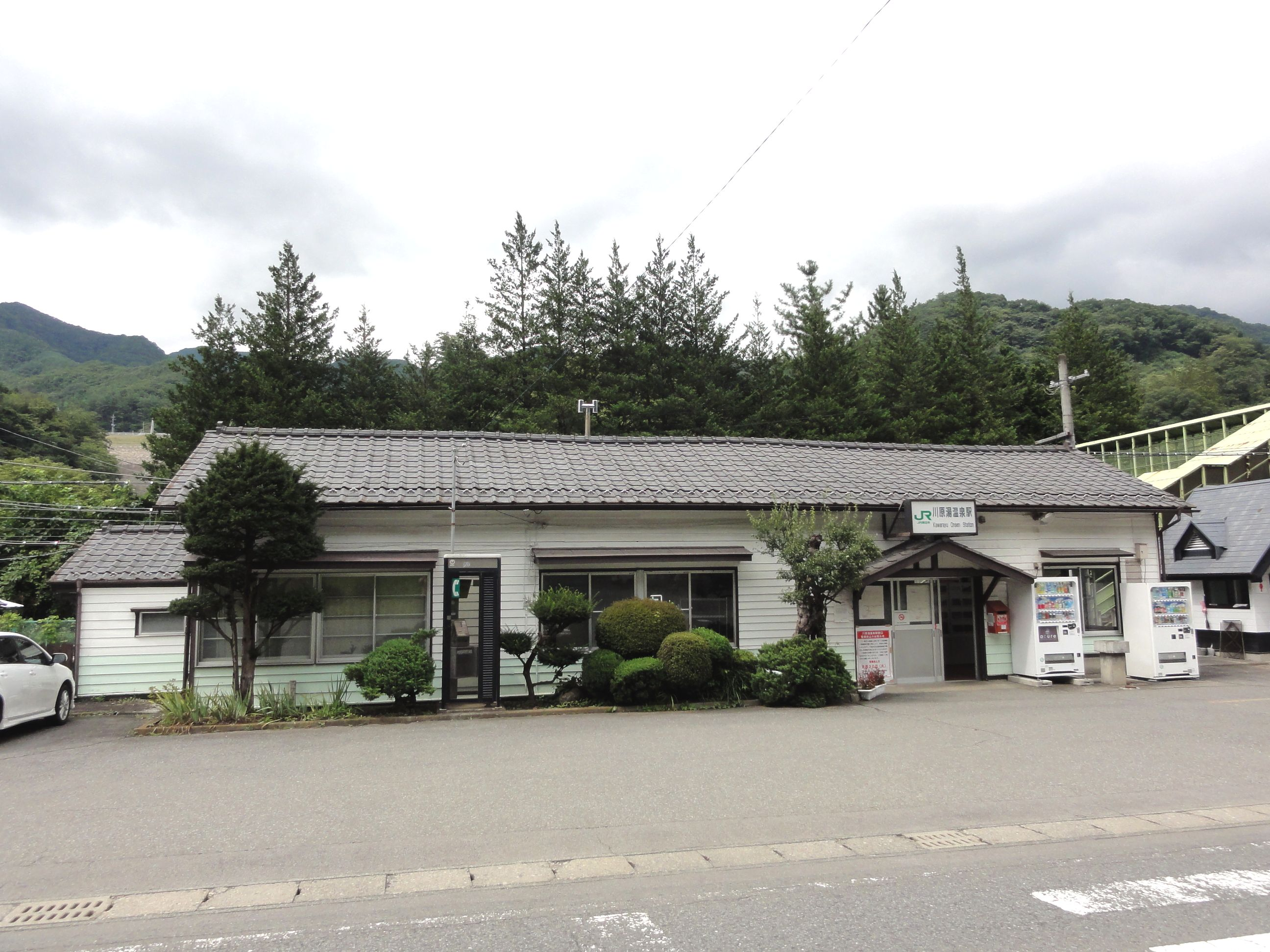
旧駅舎（2014年9月）
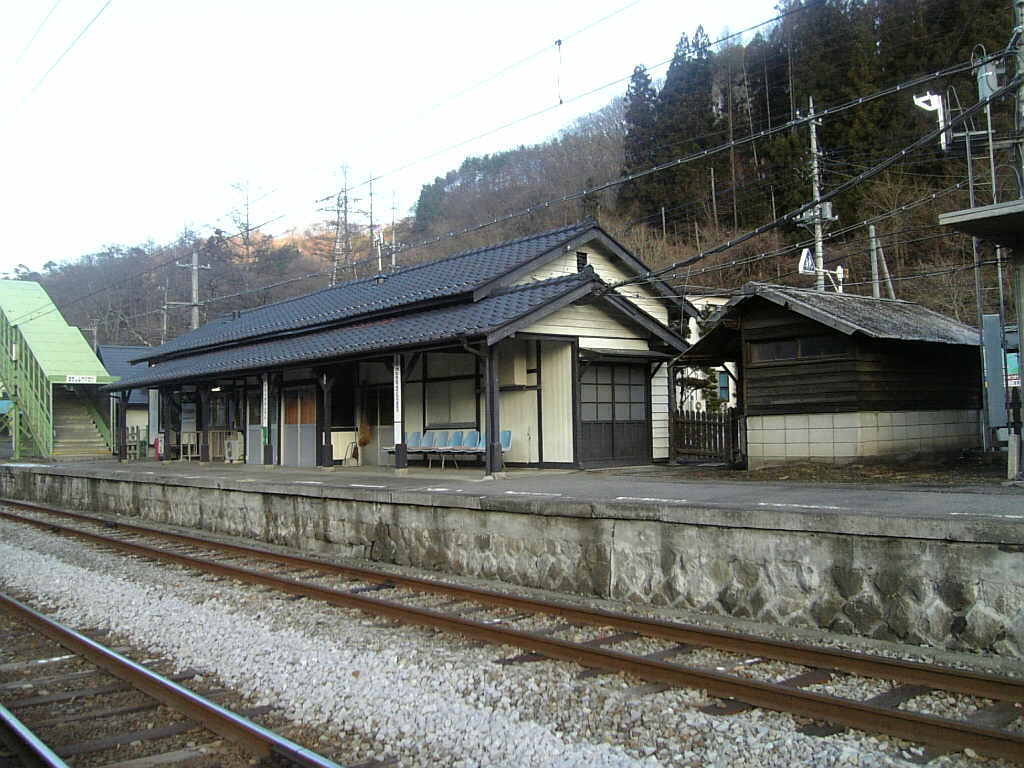
ホーム側から見た駅舎（2006年3月）
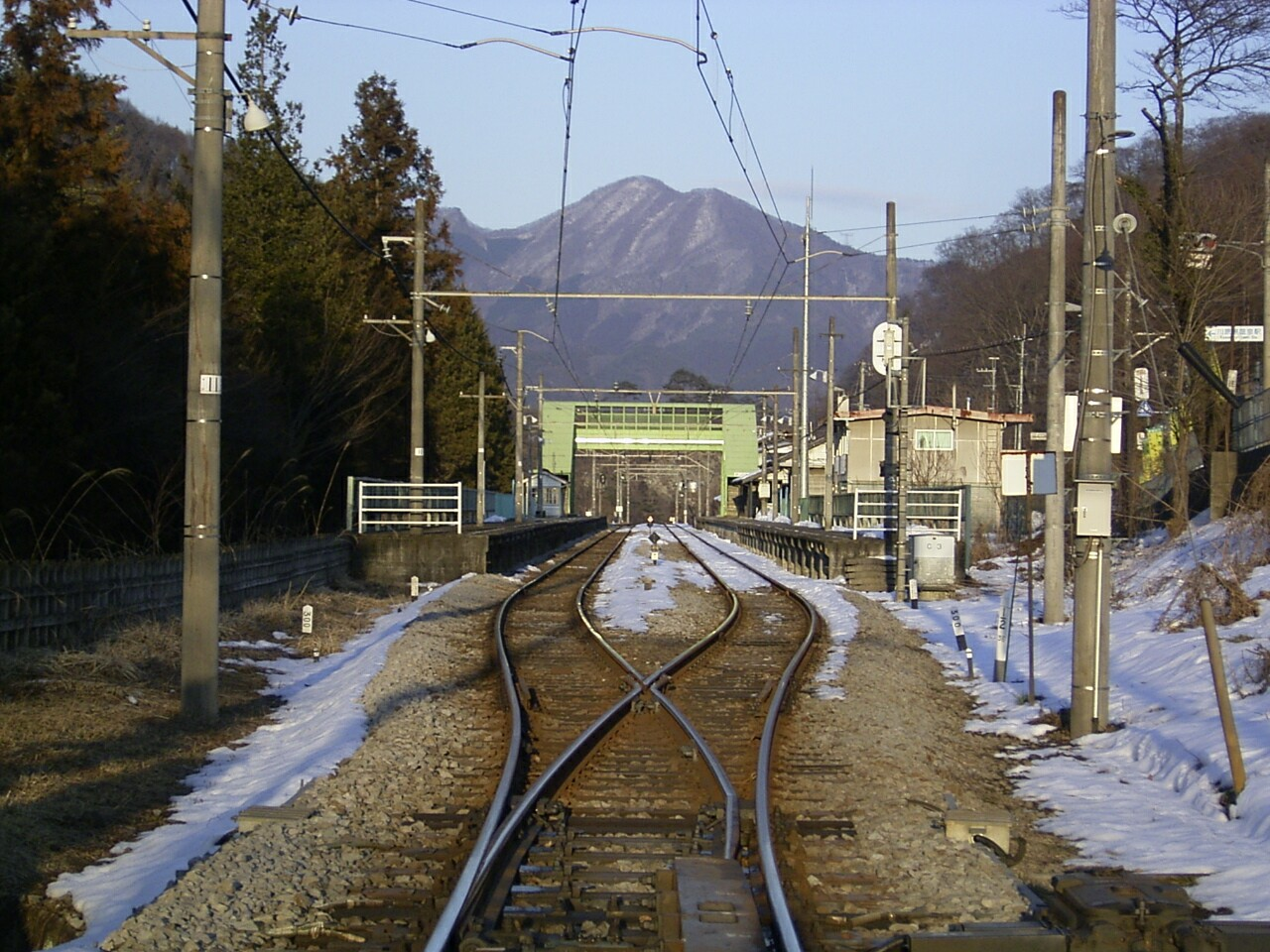
駅西の踏切から渋川・高崎方面を望む（2007年1月）
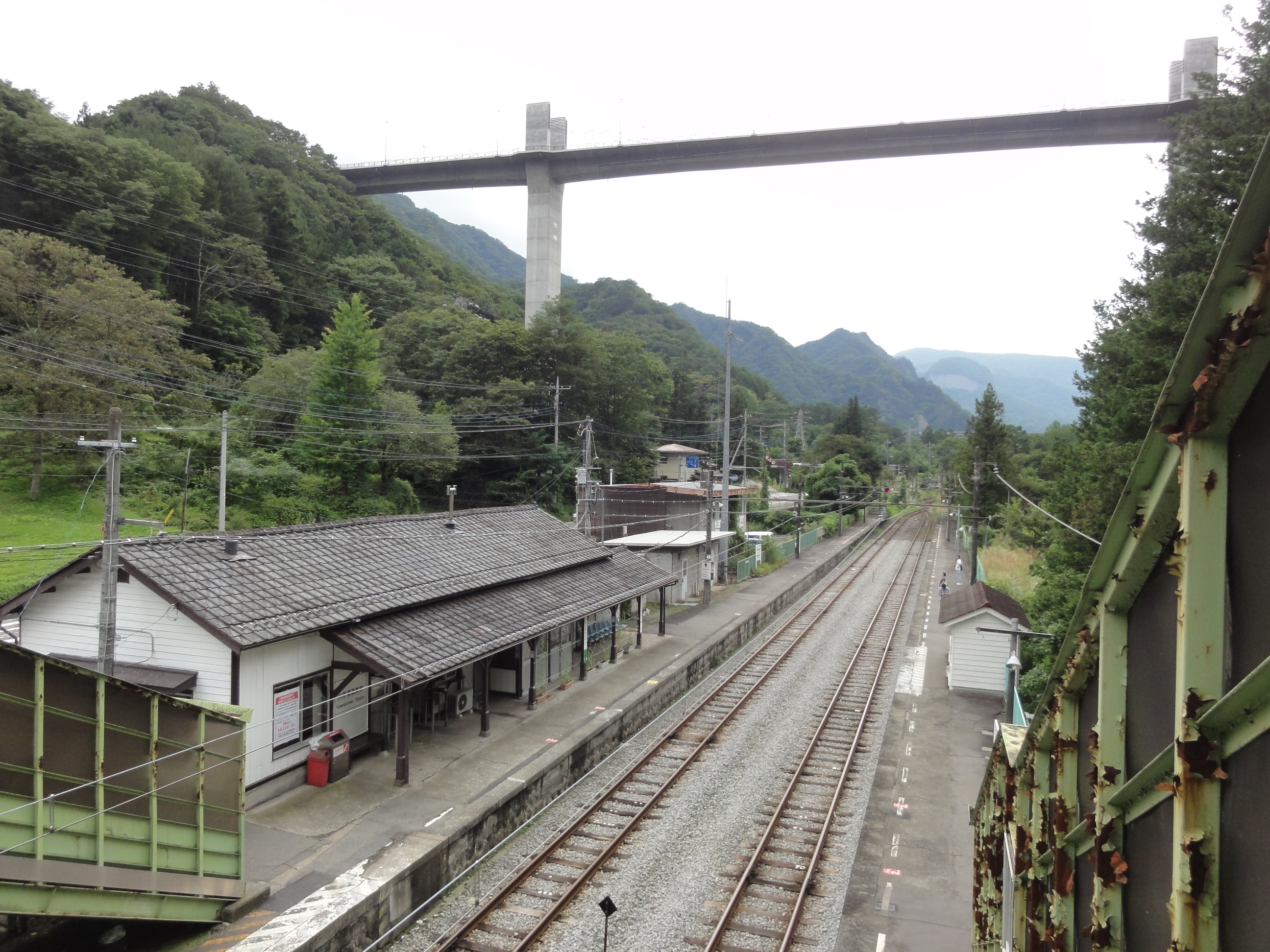
ホーム（2014年9月）

建設中だった当時の現駅（現ルート上）

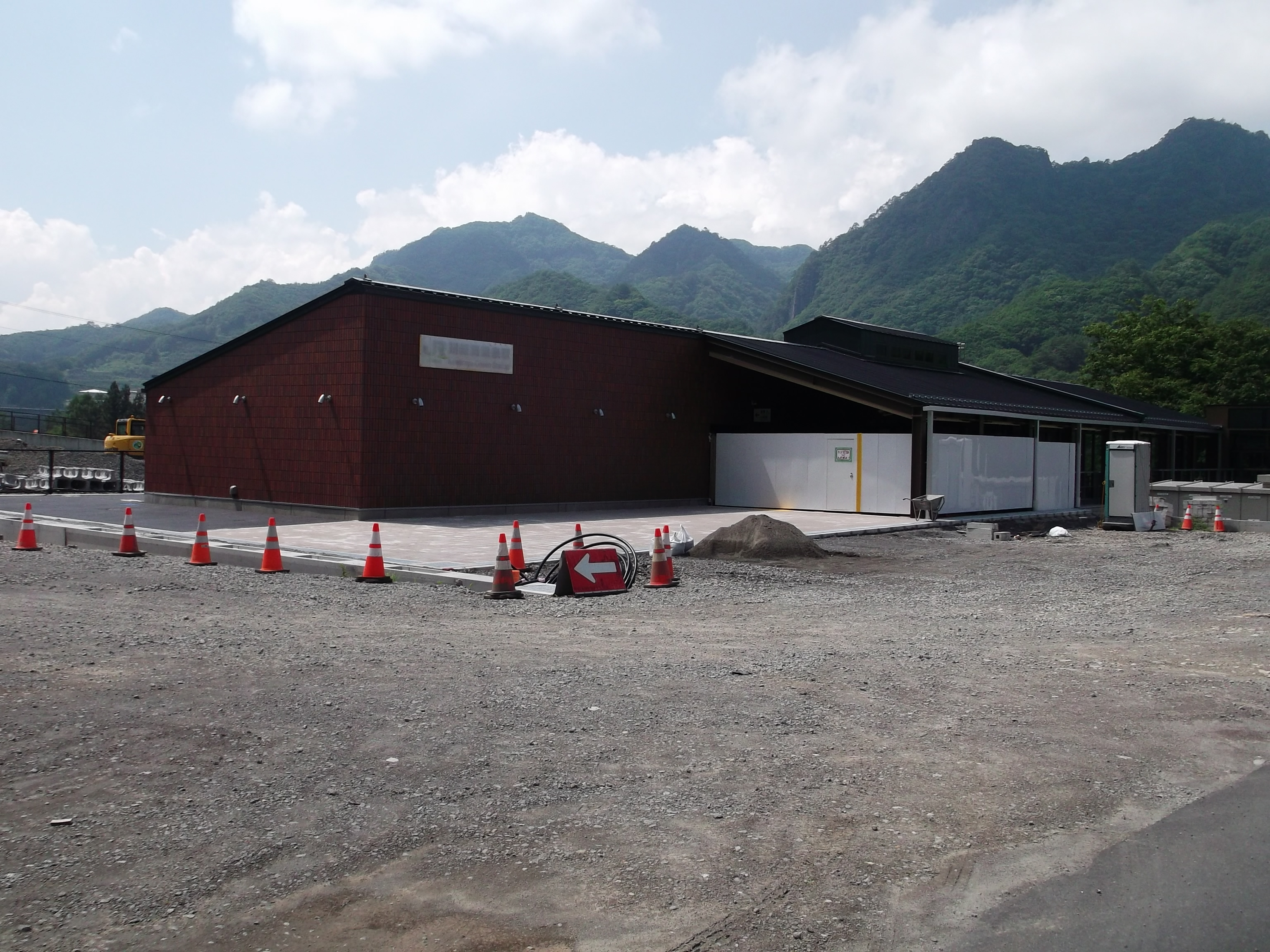
移設先で建設中の現駅舎（2014年7月）
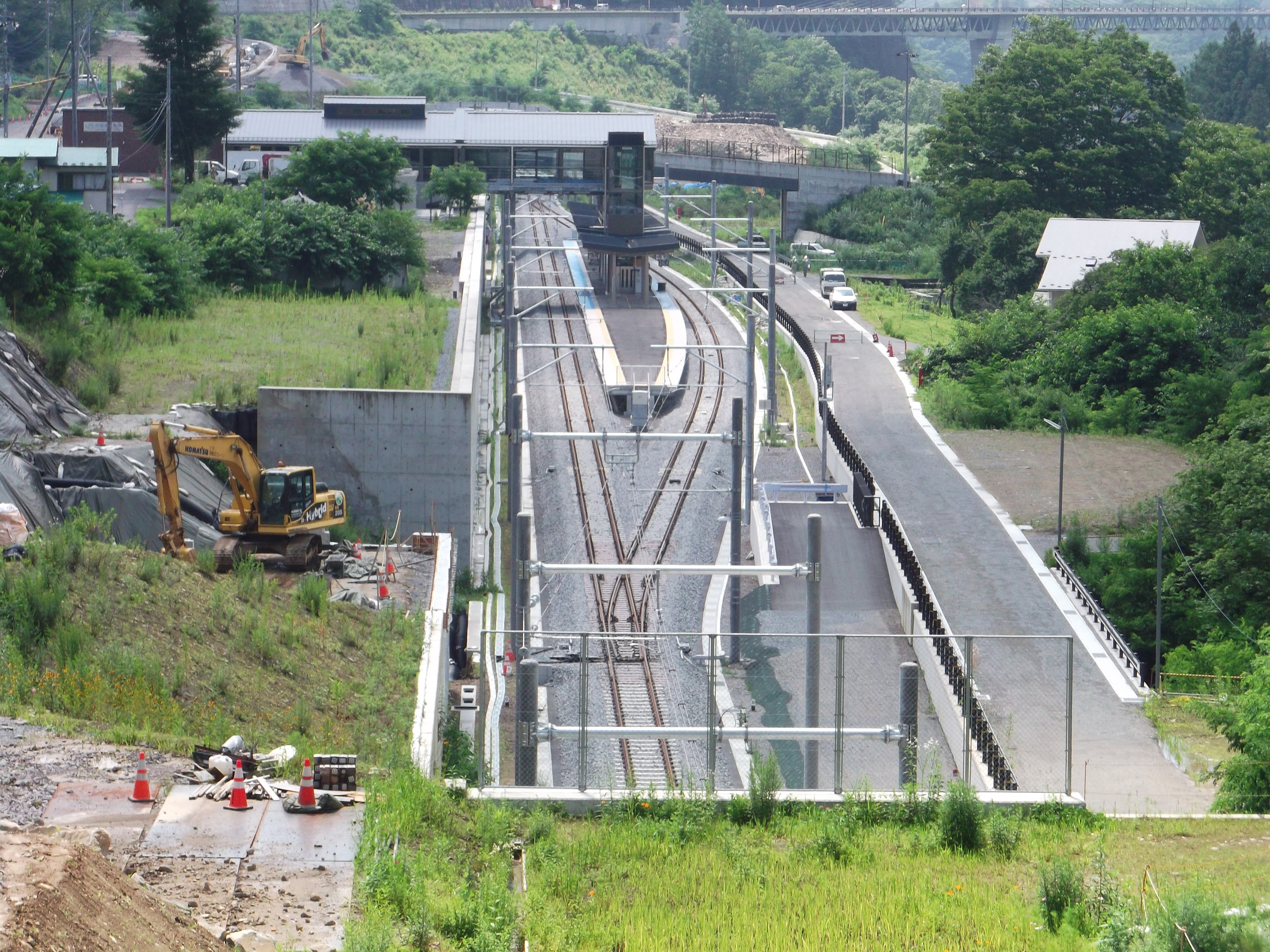
移設先で建設中の現駅構内（2014年7月）

## 利用状況
JR東日本によると、2000年度（平成12年度） - 2019年度（令和元年度）の1日平均乗車人員の推移は以下の通り。
| 乗車人員推移       | 乗車人員推移     | 乗車人員推移    |
| 年度               | 1日平均 乗車人員 | 出典            |
| ------------------ | ---------------- | --------------- |
| 2000年（平成12年） | 87               | [ 利用客数 1 ]  |
| 2001年（平成13年） | 82               | [ 利用客数 2 ]  |
| 2002年（平成14年） | 80               | [ 利用客数 3 ]  |
| 2003年（平成15年） | 69               | [ 利用客数 4 ]  |
| 2004年（平成16年） | 56               | [ 利用客数 5 ]  |
| 2005年（平成17年） | 52               | [ 利用客数 6 ]  |
| 2006年（平成18年） | 46               | [ 利用客数 7 ]  |
| 2007年（平成19年） | 45               | [ 利用客数 8 ]  |
| 2008年（平成20年） | 40               | [ 利用客数 9 ]  |
| 2009年（平成21年） | 40               | [ 利用客数 10 ] |
| 2010年（平成22年） | 32               | [ 利用客数 11 ] |
| 2011年（平成23年） | 24               | [ 利用客数 12 ] |
| 2012年（平成24年） | 24               | [ 利用客数 13 ] |
| 2013年（平成25年） | 20               | [ 利用客数 14 ] |
| 2014年（平成26年） | 31               | [ 利用客数 15 ] |
| 2015年（平成27年） | 26               | [ 利用客数 16 ] |
| 2016年（平成28年） | 27               | [ 利用客数 17 ] |
| 2017年（平成29年） | 22               | [ 利用客数 18 ] |
| 2018年（平成30年） | 21               | [ 利用客数 19 ] |
| 2019年（令和元年） | 18               | [ 利用客数 20 ] |

## 駅周辺
八ッ場あがつま湖の南岸に面している。
現行の当駅東側500 m程に新温泉街が整備されており、共同浴場の「王湯」が2014年7月に移転・営業再開したのを皮切りに、旧温泉街にあった商店や旅館も順次移転している。
駅移転当初、駅前の道路（長野原町道）は温泉街に直接通じておらず、やや高台の県道375号川原湯温泉トンネルを通る必要があったが、その後湖畔を経由して温泉街に抜けられるようになり、2021年9月3日からは県道377号に指定されている。
旧駅の駅前広場は国道145号（旧道）に面し、旧駅から西に約500 m程の高台に旧温泉街が形成されていた。八ッ場ダム工事に当たり旧温泉街の建物は解体され、旧線のレール等設備も撤去されており、残存する橋梁等はほぼ水没している。
また、駅移転前は水没地域に含まれない吾妻渓谷遊歩道や樽沢トンネルへの最寄り駅となっていたが、駅移転後はこれらの施設から大きく離れ、路程5 km以上の距離と100 m以上の高低差が生じるようになった。その後、2021年4月29日に八ッ場ダム天端と下流を結ぶ多目的エレベーターが一般開放され、開放中の時間帯は吾妻渓谷方面へのアクセスが若干改善されている。
- 川原湯温泉あそびの基地NOA：キャンプ場等
- 川原湯神社
- 川原湯温泉温泉街：駅から東へ約500 m
  - 川原湯簡易郵便局
  - 群馬県道377号川原畑大戸線・八ッ場大橋
  - 八ッ場ダム
- 群馬県道375号林岩下線・不動大橋
  - 道の駅八ッ場ふるさと館：不動大橋経由
- 群馬県道377号川原畑大戸線・大柏木川原湯トンネル

### バス路線
駅前に「川原湯温泉駅」停留所があり、JRバス関東の高速バス「上州ゆめぐり号」「東京ゆめぐり号」が乗り入れている（一部便は経由しない。上野駅発着1往復は秩父鉄道観光バスによるアライアンス運行）。また、2024年（令和6年）1月9日より東吾妻町乗合バス大柏木線（朝1本を除き予約制運行）も発着している。
「上州ゆけむり号」はかつて移転前の旧駅に発着していたが、運行経路変更に伴い2012年（平成24年）11月1日のダイヤ改正で廃止された。新駅への移転後も長らく乗り入れの無い状態が続いたが、2022年（令和4年）7月16日のダイヤ改正にて停留所が新設され、10年ぶりにバス路線が復活することとなった。

## 隣の駅
東日本旅客鉄道（JR東日本）
■吾妻線
岩島駅 - 川原湯温泉駅 - 長野原草津口駅

### 記事本文
1. 1 2 3 4 5  『JR全駅・全車両基地』 11頁
2. 1 2 3 4  “広報ながのはら令和3年3月号 > JR川原湯温泉駅についてのお知らせ” (PDF).   長野原町役場総務課総務係. p. 14 (2021年3月15日). 2021年4月12日時点のオリジナルよりアーカイブ。2021年3月22日閲覧。
3. 1 2  “吾妻線長野原など2駅改称 JR高崎支社12月1日から”. 交通新聞 (交通新聞社):  p. 2. (1991年9月21日)
4. 1 2  田中将隆（2014年9月29日）. “群馬・八ッ場ダム建設:国、代替地提供せず 新駅土地を無償貸与、今も税負担”. 毎日新聞（毎日新聞社）
5. 1 2 3  角田直哉（2014年10月2日）. “八ッ場大橋・JR新駅:町の新たな象徴完成　記念式典”. 毎日新聞（毎日新聞社）
6. 1 2 3  “JR東日本 / 吾妻線岩島駅 - 長野原草津口駅間の新線切替 / 八ツ場ダム建設で”. 日刊建設工業新聞（日刊建設工業新聞社）.（2014年9月26日）
7. ↑  群馬・八ッ場ダム建設:国、代替地提供せず　新駅土地を無償貸与、今も税負担 毎日新聞 2014年9月29日
8. ↑  八ッ場ダム:国、代替地提供せず 新駅の土地 - 八ッ場あしたの会（2014年9月30日版 2015年1月27日閲覧）
9. 1 2 3 4  石野哲（編）『停車場変遷大事典 国鉄・JR編 Ⅱ』（初版）JTB、1998年10月1日、457頁。ISBN 978-4-533-02980-6。
10. ↑  「国鉄各線で営業近代化」『交通新聞』交通協力会、1971年1月31日、1面。
11. ↑  「通報 ●福知山線石生駅ほか147駅の駅員無配置について（旅客局）」『鉄道公報号外』日本国有鉄道総裁室文書課、1985年3月12日、15-16面。
12. 1 2  『【八ッ場ダム建設事業関連】吾妻線一部付替え工事完了と新設線の運用開始について』（PDF）（プレスリリース）東日本旅客鉄道高崎支社、2014年5月20日。オリジナルの2016年3月4日時点におけるアーカイブ。2021年3月22日閲覧。
13. ↑  『吾妻線にSuicaの一部サービスをご利用いただける駅が増えます』（PDF）（プレスリリース）東日本旅客鉄道、2014年5月26日。オリジナルの2019年6月29日時点におけるアーカイブ。2020年5月24日閲覧。
14. ↑  『2017年3月ダイヤ改正について』（PDF）（プレスリリース）東日本旅客鉄道高崎支社、2016年12月16日、3頁。オリジナルの2021年3月22日時点におけるアーカイブ。2021年3月22日閲覧。
15. ↑  『JR全駅・全車両基地』 24頁
16. ↑  “吾妻線川原湯温泉駅を復元へ”.  NHK (2014年9月30日). 2014年10月2日時点のオリジナルよりアーカイブ。2020年12月24日閲覧。
17. ↑  『【7/16ダイヤ改正】高速バス「ゆめぐり号（東京駅・新宿駅 - 伊香保温泉・草津温泉）」が川原湯温泉駅へ新たに停車します！』（プレスリリース）ジェイアールバス関東、2022年7月1日。2023年3月8日閲覧。

### 利用状況
1. ↑  “各駅の乗車人員（2000年度）”.   東日本旅客鉄道. 2019年4月11日閲覧。
2. ↑  “各駅の乗車人員（2001年度）”.   東日本旅客鉄道. 2019年4月11日閲覧。
3. ↑  “各駅の乗車人員（2002年度）”.   東日本旅客鉄道. 2019年4月11日閲覧。
4. ↑  “各駅の乗車人員（2003年度）”.   東日本旅客鉄道. 2019年4月11日閲覧。
5. ↑  “各駅の乗車人員（2004年度）”.   東日本旅客鉄道. 2019年4月11日閲覧。
6. ↑  “各駅の乗車人員（2005年度）”.   東日本旅客鉄道. 2019年4月11日閲覧。
7. ↑  “各駅の乗車人員（2006年度）”.   東日本旅客鉄道. 2019年4月11日閲覧。
8. ↑  “各駅の乗車人員（2007年度）”.   東日本旅客鉄道. 2019年4月11日閲覧。
9. ↑  “各駅の乗車人員（2008年度）”.   東日本旅客鉄道. 2019年4月11日閲覧。
10. ↑  “各駅の乗車人員（2009年度）”.   東日本旅客鉄道. 2019年4月11日閲覧。
11. ↑  “各駅の乗車人員（2010年度）”.   東日本旅客鉄道. 2019年4月11日閲覧。
12. ↑  “各駅の乗車人員（2011年度）”.   東日本旅客鉄道. 2019年4月11日閲覧。
13. ↑  “各駅の乗車人員（2012年度）”.   東日本旅客鉄道. 2019年4月11日閲覧。
14. ↑  “各駅の乗車人員（2013年度）”.   東日本旅客鉄道. 2019年4月11日閲覧。
15. ↑  “各駅の乗車人員（2014年度）”.   東日本旅客鉄道. 2019年4月11日閲覧。
16. ↑  “各駅の乗車人員（2015年度）”.   東日本旅客鉄道. 2019年4月11日閲覧。
17. ↑  “各駅の乗車人員（2016年度）”.   東日本旅客鉄道. 2019年4月11日閲覧。
18. ↑  “各駅の乗車人員（2017年度）”.   東日本旅客鉄道. 2019年4月11日閲覧。
19. ↑  “各駅の乗車人員（2018年度）”.   東日本旅客鉄道. 2019年7月17日閲覧。
20. ↑  “各駅の乗車人員（2019年度）”.   東日本旅客鉄道. 2020年7月18日閲覧。